# Tiata
Tiata ist eine Ortschaft in der autonomen Gemeinschaft Murcia (Region) in Spanien. Sie gehört der Provinz Murcia (Region) und dem Municipio Lorca an. Im Jahr 2015 lebten 664 Menschen in Tiata.

## Lage
Tiata liegt etwa 1,5 Kilometer südöstlich vom Zentrum von Lorca und etwa 78 Kilometer südwestlich von Murcia.

## Landwirtschaft
In Tiata werden überwiegend Artischocken, Brokkoli und Kopfsalat angebaut.

## Sehenswürdigkeiten
- Santuario Virgen de las Huertas

## Bevölkerungsentwicklung
| Jahr      | 2005 | 2006 | 2007 | 2008 | 2009 | 2010 | 2011 | 2012 | 2013 | 2014 | 2015 |
| Einwohner | 627  | 648  | 644  | 640  | 636  | 649  | 674  | 702  | 694  | 666  | 664  |